# Godetia (Schiff, 1940)
HMS Godetia (K72) war die erste britische Korvette innerhalb der zweiten Flower-Klasse der Royal Navy und wurde 1940 gebaut. Nach nur wenigen Einsätzen ist sie im September 1940 nach der Kollision mit einem Frachter gesunken.

## Bau und technische Daten
Das Schiff wurde am 25. Juli 1939 beauftragt und bei Smiths Dock Company in South Bank in Middlesbrough am 4. Januar 1940 auf Kiel gelegt. Beim Stapellauf am 8. Mai 1940 erhielt sie den Namen Godetia in Anlehnung an die gleichnamige Sloop der Flower-Klasse aus dem Ersten Weltkrieg. Die Auslieferung an die Royal Navy erfolgte am 15. Juli 1940.
Ihre Länge betrug 62,5 Meter, sie war 10,1 Meter breit und wies einen Tiefgang von maximal 4,15 Metern auf. Die Verdrängung betrug 925 Tonnen Standard und 1170 Tonnen maximal. Der Antrieb bestand aus einer Dreifach-Expansionsmaschine mit zwei Kesseln, die 2750 PS erzielten und auf eine Schraube wirkten. Damit erreichte sie eine Höchstgeschwindigkeit von 16,5 Knoten. Die Reichweite betrug bei 12 Knoten 3500 Seemeilen.
Als Bewaffnung trug sie am Bug ein 4-Zoll-Mk.IX-Geschütz (entspricht 102 mm), zwei 20-mm-Oerlikon-Kanonen sowie ein Hedgehog-Werfer, vier Mk.II-Wasserbombenwerfer und zwei Abwurfschienen für 40 Wasserbomben. Die Besatzungsstärke betrug 85 bis 109 Offiziere und Mannschaften.

## Geschichte
Die Dienstzeit der ersten Flower-Klasse-Godetia in der Royal Navy umfasste nur die kurze Dienstzeit vom 15. Juli 1940 bis zu ihrem Untergang am 6. September 1940. Bereits am 4. August schloss sie zu dem am 16. Juli in Freetown ausgelaufenen Konvoi SL/MKS 40 und begleitete ihn bis zur Ankunft in Liverpool am 8. August.
Am 18. August beteiligte sie sich am Geleitschutz für den Konvoi OA 201 von Methil in Schottland, der am 22. August aufgelöst wurde, und nahm noch vor der Auflösung ab dem 20. August an der Sicherung des Konvois HX 65 teil. Dieser war am 12. August in Halifax gestartet und erreichte Liverpool am 27. August. Während dieser Eskorte rettete die Godetia den einzigen Überlebenden des Frachters Empire Merlin und die sechs Überlebenden des Tankers Athelcrest, die beide von U 48 nördlich der Flannan Isles in den Äußeren Hebriden im Nordwesten von Schottland aus dem Konvoi HX 65A torpediert worden waren.
Von der vierten Eskorte kehrte die Godetia nicht mehr zurück. Am 31. August übernahm sie mit die Sicherung des Konvois OA 207 von Methil. Dieser Konvoi wurde am 4. September von U 47 angegriffen, das den Dampfer Titan versenkte. Zusammen mit dem kanadischen Zerstörer St. Laurent rettete die Godetia die Überlebenden. Zwei Tage später, am 6. September, kollidierte die Korvette mit dem Frachter Marsa und sank drei Meilen vor Altacarry Head vor Nordirland.